# Bellcaire
Bellcaire (en catalán y oficialmente Bellcaire d'Empordà) es un municipio español de la comarca del Bajo Ampurdán, en el límite con la del Alto Ampurdán, en la provincia de Gerona, Cataluña.

## Demografía
Bellcaire cuenta con una población de 737 habitantes (INE 2024).
| Gráfica de evolución demográfica de Bellcaire entre 1842 y 2021                                                     |
| |
| Población de derecho según los censos de población del INE Población de hecho según los censos de población del INE |